# Rhagoletis cornivora
Rhagoletis cornivora
 es una especie de insecto del género Rhagoletis de la familia Tephritidae del orden Diptera. 
Bush la describió científicamente por primera vez en el año 1966.